# Tomendán
Tomendán är en ort i Mexiko.   Den ligger i kommunen Taretan och delstaten Michoacán de Ocampo, i den södra delen av landet, 290 km väster om huvudstaden Mexico City. Tomendán ligger 980 meter över havet och antalet invånare är 1 291.
Terrängen runt Tomendán är huvudsakligen kuperad, men åt sydost är den bergig. Runt Tomendán är det ganska glesbefolkat, med 47 invånare per kvadratkilometer. Närmaste större samhälle är Taretán, 6,6 km väster om Tomendán. I omgivningarna runt Tomendán växer huvudsakligen savannskog.